# Binh chủng Công binh, Quân đội nhân dân Việt Nam
Binh chủng Công binh là một binh chủng chuyên môn kỹ thuật của Quân đội nhân dân Việt Nam, thuộc Quân chủng Lục quân Bộ Quốc phòng Việt Nam, có chức năng bảo đảm các công trình trong tác chiến, xây dựng các công trình quốc phòng và đảm bảo cầu đường cho bộ đội vận động tác chiến.

## Lịch sử hình thành
- Binh chủng Công binh hình thành tháng 9 năm 1945. Tiền thân của Binh chủng Công binh hiện nay là những tổ đánh phá đường sá, cầu cống,...nhằm ngăn chặn tối đa bước tiến của quân Pháp quay trở lại xâm lược Việt Nam.
- Ngày truyền thống của Binh chủng Công binh là ngày 25 tháng 3 năm 1946, ngày Chủ tịch Chính phủ Việt Nam Dân chủ Cộng hòa Hồ Chí Minh ký Sắc lệnh số 34-SL về việc thành lập Công chính Giao thông Cục thuộc Bộ Quốc phòng Việt Nam. Đến ngày 2 tháng 12 năm 1946, Công chính Giao thông Cục đổi tên thành Giao thông Công binh Cục và ngày 5 tháng 2 năm 1949 mang tên mới là Cục Công binh.
- Ngày 1 tháng 1 năm 1951, thành lập Trung đoàn Công binh 151 trên cơ sở Cục Công binh và một số đơn vị công binh trực thuộc Bộ Quốc phòng.
- Ngày 17 tháng 8 năm 1951, thành lập Phòng Công binh Bộ Tổng Tham mưu, đến ngày 3 tháng 11 năm 1955 phát triển thành Cục Công binh (tái lập).
- Năm 1952 được Chủ tịch Hồ Chí Minh tặng cờ "Mở đường thắng lợi".
- Bộ Tư lệnh Công binh được thành lập ngày 28 tháng 6 năm 1965 theo Quyết định 102/QP của Bộ Quốc phòng.

## Lãnh đạo Binh chủng Công binh
- Tư lệnh: Thiếu tướng Trần Trung Hoà
- Chính ủy: Thiếu tướng Đinh Ngọc Tường
- Phó Tư lệnh - TMT: Đại tá Nguyễn Hồng Giang
- Phó Tư lệnh: Đại tá Hà Huy Khánh
- Phó Chính ủy: Đại tá Khổng Mạnh Hưng

## Cơ quan trực thuộc
- Văn phòng
- Thanh tra
- Phòng Tài chính
- Phòng Khoa học Quân sự
- Phòng Thông tin Khoa học quân sự
- Phòng Điều tra hình sự
- Phòng Cứu hộ cứu nạn
- Phòng Kinh tế
- Bộ Tham mưu
- Cục Chính trị (Thành lập 20/7/1949)[1]
- Cục Hậu cần
- Cục Kỹ thuật
- Cục Công trình Quốc phòng

## Đơn vị trực thuộc
- Trường Đại học Ngô Quyền
- Viện Kỹ thuật Công binh
- Ban Quản lý dự án các công trình DKI (Nhà giàn trên biển)
- Ban Quản lý dự án 756
- Trung tâm Tư vấn khảo sát thiết kế công trình Quốc phòng (Giám đốc: Đại tá Nguyễn Thanh Quang).
- Trung tâm Công nghệ Xử lý Bom mìn (BOMICEN). Thành lập tháng 9 năm 1996. Đơn vị Anh hùng lực lượng vũ trang nhân dân (2005).
- Trường Trung cấp kỹ thuật Công binh
- Lữ đoàn Công binh Công trình 229
- Lữ đoàn Công binh Vượt sông 239
- Lữ đoàn Công binh Vượt sông 249
- Lữ đoàn Công binh Công trình 279
- Lữ đoàn Công binh Công trình 72
- Lữ đoàn Công binh Công trình 293
- Công ty 756
- Công ty 49
- Công trường 101-79

## Tư lệnh qua các thời kỳ
| TT | Họ tên Năm sinh-năm mất    | Thời gian đảm nhiệm  | Cấp bậc tại nhiệm                                         | Chức vụ cuối cùng                                                              | Ghi chú                                                                     |
| -- | -------------------------- | -------------------- | --------------------------------------------------------- | ------------------------------------------------------------------------------ | --------------------------------------------------------------------------- |
| 1  | Nguyễn Văn Tình            | 1946-29/5/1946       |                                                           |                                                                                | Cục trưởng đầu tiên (Công chính Giao thông Cục trưởng)                      |
| 2  | Nguyễn Duy Thanh           | 29/5/1946-31/12/1946 |                                                           |                                                                                | Công chính Giao thông Cục trưởng                                            |
| 3  | Lê Sĩ Ngạc                 | 1/1/1947-            |                                                           |                                                                                | Công chính Giao thông Cục trưởng                                            |
| 4  | Hoàng Đạo Thúy             | 1948-1948            | Đại tá (1958)                                             | Cục trưởng Cục Quân huấn Cục trưởng Cục Thông tin Liên lạc                     | Cục trưởng                                                                  |
| 5  | Lê Khắc                    | 1948-1951            | Đại tá (1950)                                             | Bộ trưởng Bộ Ngoại Thương (1980-1986)                                          | Cục trưởng                                                                  |
| 6  | Trần Đình Xu (1921-1969)   | 1956-1961            | Đại tá (1961)                                             | Tư lệnh Quân khu Sài gòn-Gia định                                              |                                                                             |
| 7  | Phạm Hoàng                 | 1961-1965            |                                                           |                                                                                | Cục trưởng Cục Công binh                                                    |
| 8  | Phạm Hoàng                 | 1965-1970            |                                                           |                                                                                | Tư lệnh Binh chủng Công binh đầu tiên                                       |
| 9  | Trần Bá Đăng               | 1970-1987            |                                                           |                                                                                |                                                                             |
| 10 | Vũ Trọng Hà                | 1987-1989            | Thiếu tướng                                               |                                                                                |                                                                             |
| 11 | Nguyễn Hữu Yên             | 1989-1995            | Thiếu tướng (1990)                                        |                                                                                |                                                                             |
| 12 | Đặng Văn Phúc              | 1995-2000            | Đại tá                                                    |                                                                                |                                                                             |
| 13 | Trương Quang Khánh (1953-) | 2000-2004            | Thiếu tướng (2000) Trung tướng (2006) Thượng tướng (2011) | Thứ trưởng Bộ Quốc phòng (2009-2016)                                           | Ủy viên Trung ương Đảng (2006-2016)                                         |
| 14 | Hoàng Kiền                 | 2004-2007            | Thiếu tướng (2006)                                        | Trưởng Ban Quản lý Dự án 47, BTTM (2007-2014)                                  | Anh hùng Lực lượng vũ trang nhân dân (2015), Giải thưởng Hồ Chí Minh (2017) |
| 15 | Dương Đức Hòa              | 2007-2010            | Thiếu tướng (2007)                                        | Trung tướng (2011) Tư lệnh Quân khu 2 (2011-2016)                              | Ủy viên Trung ương Đảng (2011-2016)                                         |
| 16 | Phạm Quang Xuân            | 2010-2014            | Thiếu tướng (2010) Trung tướng (2015)                     | Phó Giám đốc Học viện Quốc phòng (2014-2016)                                   |                                                                             |
| 17 | Trần Hồng Minh             | 2014-2016            | Thiếu tướng (2014) Trung tướng (2018)                     | Bí thư Tỉnh uỷ Cao Bằng (2021-2024) Bộ trưởng Bộ Giao thông vận tải (2024-nay) | Uỷ viên trung ương Đảng (2021-nay)                                          |
| 18 | Phùng Ngọc Sơn             | 2016-6.2020          | Thiếu tướng (2016)                                        | Phó chủ nhiệm kiêm TMT Tổng cục Kỹ thuật (2020-nay)                            |                                                                             |
| 19 | Trần Trung Hòa             | 6.2020- nay          | Thiếu tướng                                               |                                                                                |                                                                             |

## Chính ủy qua các thời kỳ
| TT | Họ tên Năm sinh-năm mất  | Thời gian đảm nhiệm | Cấp bậc tại nhiệm     | Chức vụ cuối cùng                                                              | Ghi chú |
| -- | ------------------------ | ------------------- | --------------------- | ------------------------------------------------------------------------------ | ------- |
|    | Đặng Quốc Bảo (1927-)    | 1962-1965           | Thiếu tướng (1974)    | Chánh Văn phòng Tổng cục Chính trị (1955-1957) Trưởng ban Khoa giáo Trung ương |         |
|    | Chu Thanh Hương          | 1965-1974           | Thiếu tướng           |                                                                                |         |
|    | Trần Thế Môn (1915-2009) | 1974-1977           | Thiếu tướng (1974)    | Chánh án Tòa án Quân sự Trung ương (1977-1979)                                 |         |
|    | Nguyễn Huân (1926-2017)  | 1977-1982           | Trung tướng           | Chánh án Tòa án Quân sự Trung ương (1981-1993)                                 |         |
|    | Nguyễn Đình Ích          | 1982-1983           | Thiếu tướng           |                                                                                |         |
|    | Trần Bình                | 1983-1995           | Thiếu tướng           |                                                                                |         |
|    | Hoàng Khánh Hưng         | 1995-2002           | Thiếu tướng           | Trung tướng (2008) Chính ủy Học viện Kỹ thuật Quân sự                          |         |
|    | Mai Ngọc Linh            | 2002-2007           | Thiếu tướng (2004)    |                                                                                |         |
|    | Hoàng Sĩ Nam             | 2007-2013           | Thiếu tướng (2008)    |                                                                                |         |
|    | Trần Xuân Mạnh           | 2013-2017           | Thiếu tướng (2013)    |                                                                                |         |
|    | Lê Xuân Cát              | 2017-6/2022         | Thiếu tướng (12/2017) |                                                                                |         |
|    | Đinh Ngọc Tường          | 6/2022- nay         | Thiếu tướng(11/2022)  |                                                                                |         |

## Tham mưu trưởng qua các thời kỳ
- 1970-1971, Đào Hữu Liêu, Thiếu tướng (1984), Phó Chủ nhiệm Tổng cục CNQP

## Khen thưởng
- Huân chương Sao vàng (2011)
- Danh hiệu Anh hùng Lực lượng Vũ trang Nhân dân (1976, 2013)

## Trang bị phương tiện
| Hình ảnh                                           | Phương tiện | Nguồn gốc | Loại                              | Phiên bản | Số lượng | Chú thích                           |
| -------------------------------------------------- | ----------- | --------- | --------------------------------- | --------- | -------- | ----------------------------------- |
|                                                    | PMP         | Liên Xô   | Cầu phao dã chiến                 |           | Chưa rõ  |                                     |
| GSP-55                                             | GSP         | Liên Xô   | Phà tự hành                       | GSP-55    | Chưa rõ  | [ 5 ]                               |
| Finnish Artillery Museum 022 - TMM-3 (26792353889) | TMM-3       | Liên Xô   | Cầu cơ giới tự hành hạng nặng     | TMM-3M    | Chưa rõ  | [ 6 ]                               |
| Soviet army excavator EOV-4421                     | EOV-4421    | Liên Xô   | Máy xúc chuyên dụng               |           | Chưa rõ  |                                     |
| PZM-2 01                                           | PZM-2       | Liên Xô   | Máy đào hào chuyên dụng           |           | Chưa rõ  |                                     |
| PTS-M                                              | PTS-M       | Liên Xô   | Xe vận tải bánh xích lội nước     |           | Chưa rõ  | [ cần dẫn nguồn ]                   |
|                                                    | IMR-2       | Nga       | Xe Công binh công trình hạng nặng |           | 02       | Chế tạo trên khung gầm xe tăng T-72 |
| SRF-Rudersdorf-Ort                                 | SRF         | Đức       | Xe Cứu hộ đa năng hạng trung      |           | Chưa rõ  | [ 7 ]                               |
|                                                    | MS-20       | Ba Lan    | Cầu cơ giới tự hành               |           | 04       |                                     |
|                                                    | B12         | Nga       | Xe ủi đất Chelyabinsk             |           | Chưa rõ  | [ 8 ]                               |
|                                                    | BMK-150     | Liên Xô   | Ca nô                             | BMK-150   | Chưa rõ  |                                     |
|                                                    | BMK-T       | Liên Xô   | Ca nô                             | BMK-T     | Chưa rõ  |                                     |